# ГЕС Xiānnǚbǎo
ГЕС Xiānnǚbǎo (仙女堡水电站) — гідроелектростанція у центральній частині Китаю в провінції Сичуань. Знаходячись перед ГЕС Fújiāng-gǔchéng, входить до складу каскаду на річці Фуцзян, правій притоці Цзялін (великий лівий доплив Янцзи).
У межах проєкту річку перекрили бетонною гравітаційною греблею висотою 18 метрів, яка утримує невелике водосховище з об'ємом 1,1 млн м3. У ньому припустиме коливання рівня в операційному режимі між позначками 1113,5 та 1117,5 метра НРМ.
Зі сховища ресурс подається через прокладений у правобережному гірському масиві дериваційний тунель довжиною близько 13 км. Основне обладнання станції становлять дві турбіни потужністю по 36 МВт, які забезпечують виробництво 381 млн кВт·год електроенергії на рік.